# Universidade das Ilhas Faroé
A Universidade das Ilhas Faroé (em feroês Fróðskaparsetur Føroya) é a instituição pública de ensino superior das Ilhas Faroé, situada na capital Tórshavn.
É a única universidade do Mundo onde o ensino é dado na língua feroesa.
É frequentada po cerca de 1 000 estudantes (2020), e tem uma colaboração especial com a Universidade de Copenhaga e com a Universidade da Islândia.

## História
Em 1965, foi fundada a Universidade das Ilhas Faroé, com o nome latino Academia Færoensis, por iniciativa da Academia Faroesa de Ciências e decisão do Parlamento das Ilhas Faroé.
Em 2008, por nova decisão do parlamento, foi feita a fusão da Escola Superior de Educação, da Escola Superior de Enfermagem, da Faculdade de Língua e Literatura Faroesa, da Faculdade de Ciência e Tecnologia e da Faculdade de História e Ciência Social na nova Universidade das Ilhas Faroé.

## Faculdades
A universidade dispõe de 5 faculdades, onde é ministrado ensino e feita pesquisa científica.

- Faculdade de Língua e Literatura Faroesa
- Faculdade de Educação
- Faculdade de História e Ciência Social
- Faculdade de Ciência e Tecnologia
- Faculdade de Ciências da Saúde